# 高青路站
高青路站位于上海浦东新区东明路高青路，为上海轨道交通6号线的地下岛式车站，于2007年12月29日启用。车站以淺啡色作為佈置的主要色彩。也是小交路（巨峰路站至高青路站）起訖站，于2009年12月31日启用。

## 车站结构
| 地面层   | 站厅及出入口       | 1-2出入口、票务服务、自动售票机、人工服务台 |  |  |
| 地下一层 |                    | █ 6号线 往东方体育中心（华夏西路）          |  |  |
|          | 岛式站台，左侧开门 |                                             |  |  |
|          |                    | █ 6号线 往港城路（东明路）                  |  |  |

- 北站厅
- 南站厅

## 车站出口
高青路站共有2个出入口，其中1号口连通北侧站厅，2号口连通南侧站厅，无障碍电梯位于地面1、2号口中间，可直通站台，各出入口如下所示：
| 出口编号            | 出口指示       | 照片       |
| 连通北站厅          | 连通北站厅     | 连通北站厅 |
| ------------------- | -------------- | ---------- |
| 1 · 出口 · （设有） | 东明路，海阳路 |            |
| 连通南站厅          |                |            |
| 2 · 出口 · （设有） | 高青路，东明路 |            |
| 图例： 设有         |                |            |

## 公交换乘
- 东明路海阳路：83路、83路区间、浦东80路、三林1路